# Sandra Kalniete

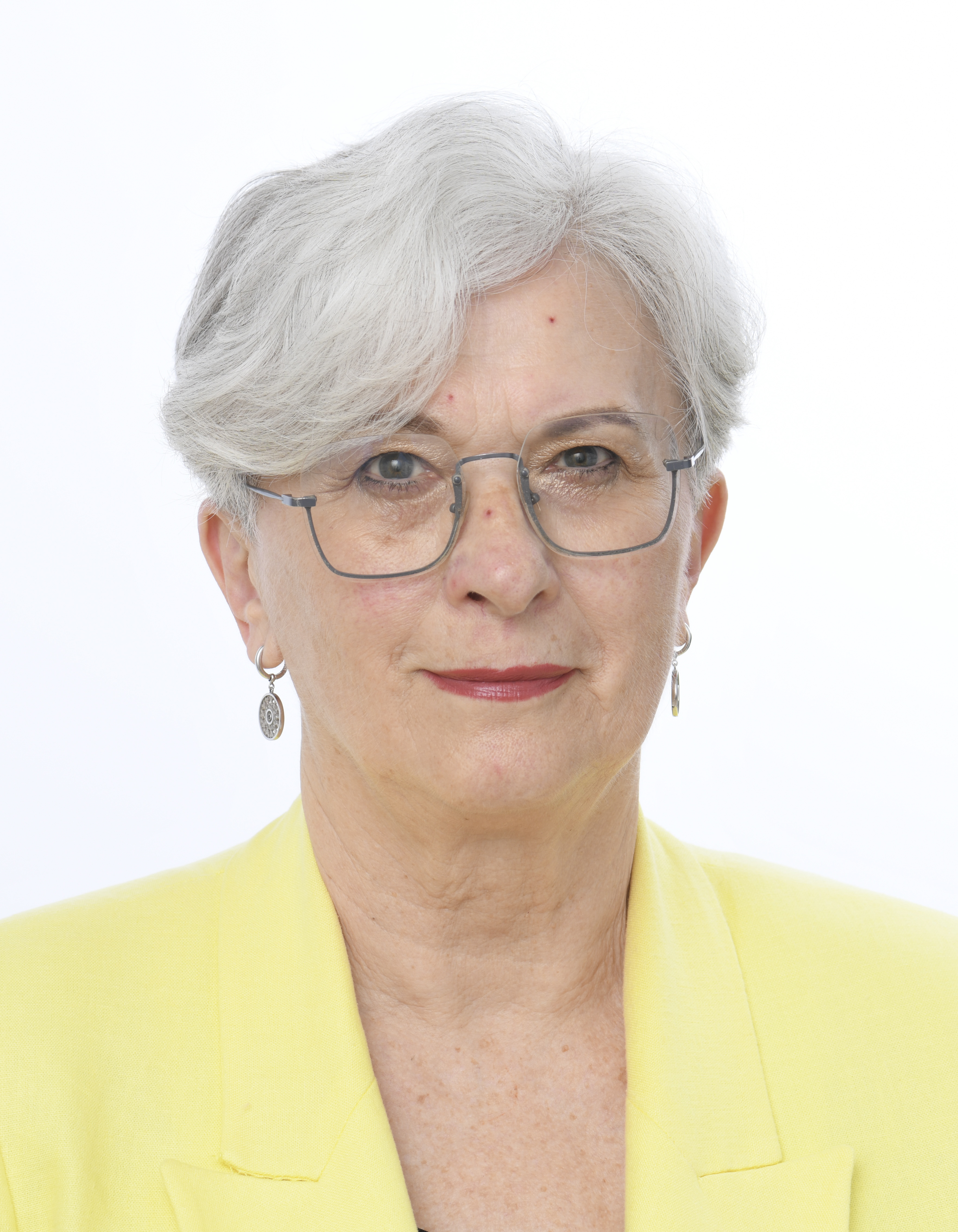
Sandra Kalniete (2024)

Sandra Kalniete [ˈsandra ˈkalniete] (* 22. Dezember 1952 in Togur, Oblast Tomsk, Sowjetunion) ist eine lettische Politikerin (Vienotība) und ehemalige Diplomatin. Sie ist seit 2009 Mitglied des Europäischen Parlaments. Zuvor war sie von 2002 bis 2004 Außenministerin Lettlands und von Mai bis November 2004 EU-Kommissarin für Landwirtschaft und Fischerei.

## Leben
Sandra Kalniete wurde im russischen Oblast Tomsk in Sibirien geboren, wohin ihre Eltern als Kinder bzw. Jugendliche 1941 bzw. bei den Märzdeportationen im Baltikum 1949 von der Sowjetmacht aus dem sowjetisch okkupierten Lettland deportiert worden waren. Die Familie durfte 1957 nach Lettland zurückkehren. Kalniete studierte von 1977 bis 1981 Kunstwissenschaft und -geschichte an der Lettischen Kunstakademie und arbeitete anschließend als Kunsthistorikerin. In diesem Beruf brachte sie unter anderem einen Katalog der Bildwirkerei von Rūdolfs Heimrāts (1929–1992) heraus (1987) und ein Buch über Lettische Textilkunst (1989).
Ihr Engagement in der lettischen Unabhängigkeitsbewegung führte sie 1988 in die Politik. Sie war stellvertretende Vorsitzende der Lettischen Volksfront, der größten der nach Unabhängigkeit strebenden politischen Organisationen in der lettischen Sowjetrepublik.
Nach der Wiederherstellung der Unabhängigkeit der Republik Lettland arbeitete sie im Außenministerium und war Botschafterin ihres Landes bei den Vereinten Nationen (1993 bis 1997), in Frankreich (1997 bis 2000) und bei der UNESCO (2000 bis 2002). Aufsehen erregte ihr 2001 erschienener Bericht Ar balles kurpēm Sibīrijas sniegos (deutscher Titel: Mit Ballschuhen im sibirischen Schnee, Herbig 2005, Knaur TB 2007) über die bis Deportation ihrer Familie nach Sibirien. Ihr in bislang 13 Sprachen übersetztes Buch trug maßgeblich dazu bei, dass die Verschleppung von 35.000 Letten im Jahre 1941 und weiterer 43.000 Letten im März 1949 durch und in die Sowjetunion auch außerhalb Lettlands bekannt wurde.
Im November 2002 wurde die damals Parteilose lettische Außenministerin in der Regierung Einars Repše und behielt dieses Amt bis März 2004. Energisch setzte sie sich für den Beitritt Lettlands zur Europäischen Union ein, der 2004 erfolgte. Bei der Leipziger Buchmesse 2004 hielt Sandra Kalniete die vieldiskutierte Eröffnungsrede. Nach dem EU-Beitritt ihres Landes war sie vom 1. Mai bis 22. November 2004 zusammen mit Franz Fischler Europäische Kommissarin für Landwirtschaft und Fischerei in der Kommission Prodi. Für viele Letten überraschend wurde sie Ende 2004 nicht erneut als EU-Kommissarin ihres Landes nominiert, stattdessen wurde ihr früherer Büroleiter Andris Piebalgs lettischer EU-Kommissar. In der Folge zog sie sich vorübergehend aus der Politik zurück und lehnte die Übernahme der ihr angebotenen minderen diplomatischen Aufgaben ab.
Sie trat 2006 der konservativen Partei Jaunais laiks (JL, „Neue Ära“) unter Einars Repše bei. Im Oktober desselben Jahres wurde sie in die Saeima gewählt. Die Partei nominierte sie 2007 als Präsidentschaftskandidatin, sie zog sich aber noch vor dem Wahlgang im Parlament zugunsten von Aivars Endziņš zurück. Anfang 2008 wechselte sie mit einem Gutteil der JL-Mitglieder in die neugegründete Partei Pilsoniskā savienība (PS, zu deutsch: Bürgerunion), deren Vorsitzende sie im April 2008 wurde.
Kalniete wurde 2009 ins Europäische Parlament gewählt, wo sie sich der christdemokratisch-konservativen EVP-Fraktion anschloss. Sie war in der Legislaturperiode bis 2014 Mitglied im Ausschuss für Binnenmarkt und Verbraucherschutz sowie stellvertretende Vorsitzende der Delegation für die Beziehungen zu Japan. 2011 ging die PS in der neuen Partei Vienotība (zu deutsch: Einigkeit) auf, der Kalniete seither angehört. Seit ihrer Wiederwahl als EU-Abgeordnete 2014 gehört sie dem Ausschuss für auswärtige Angelegenheiten an. Zudem war sie bis 2019 Delegierte für die Beziehungen zu den Ländern Südostasiens und der Vereinigung südostasiatischer Staaten. Kalniete gehört zu den 89 Personen aus der Europäischen Union, gegen die Russland im Mai 2015 ein Einreiseverbot verhängt hat. Bei der Europawahl 2024 wurde Sandra Kalniete in das Europäische Parlament wiedergewählt.

## Ehrungen
- 2007: Preis der Stiftung für Abendländische Ethik und Kultur (STAB), Zürich, zusammen mit dem Lettischen Okkupationsmuseum.[10]

## Schriften

### Zur Textilkunst
- Рудольф Хеймратс. Гобелен. Альбом из серии Мастера советского искусства (Katalog der Ausstellung der Gobelins von Rūdolfs Heimrāts). Herausgegeben von der Akademie der Künste der UdSSR (Академия художеств СССР). Sovetskij Chudožnik, Moskau 1987 (russisch).
- Latvju tekstilmāksla (Lettische Textilkunst). Liesma, Riga 1989.

### Zur lettischen Zeitgeschichte
- Es lauzu, tu lauzi, mēs lauzām. Viņi lūza (Ich brach mit ihnen, du auch, wir alle. Sie wurden abtrünnig). Jumava, Riga 2000, ISBN 9984-05-310-5 (über die lettische Unabhängigkeitsbewegung).
  - englische Übersetzung: Song to kill a giant. Latvian revolution and the Soviet Empireʼs fall. Jelgavas tipogrāfija, Jelgava 2013, ISBN 978-9984-49-947-5.
- Ar balles kurpēm Sibīrijas sniegos. Atēna, Riga 2001, ISBN 9984-635-78-3.
- Die Wiedervereinigung der Geschichte Europas. In: Renato Cristin (Hg.): Memento Gulag. Zum Gedenken an die Opfer totalitärer Regime. Duncker und Humblot, Berlin 2006, ISBN 978-3-428-12275-2, S. 29–36.
- Eine gemeinsame Geschichtserzählung für Europa? In: Thomas Großbölting, Dirk Hofmann (Hg.): Vergangenheit in der Gegenwart. Vom Umgang mit Diktaturerfahrungen in Ost- und Westeuropa. Wallstein-Verlag, Göttingen 2008, ISBN 978-3-8353-0315-7, S. 131–137.

### Übersetzungen vonAr balles kurpēm Sibīrijas sniegos
- Ägyptisches Arabisch: Imrʼah min Lātifiyā. Übersetzt von Amīrah Abū al-Nūr. Sphinx Agency for Arts and Literature, Kairo 2009.[11]
- Albanisch: Këpucë balerine mbi dëborën siberiane. Übersetzt von Durim Taçe. Shkupi, Skopje 2010, ISBN 978-608-216-022-1.
- Deutsch: Mit Ballschuhen im sibirischen Schnee. Übersetzt von Matthias Knoll. Herbig Verlag, München 2005, ISBN 3-7766-2424-8.
- Englisch: With Dance Shoes in Siberian Snows. Übersetzt von Margita Gailītis. The Latvian Occupation Museum Association, Riga 2006, ISBN 9984-9613-7-0.
- Finnisch: Tanssikengissä Siperiaan. Übersetzt von Hilkka Koskela. Werner Söderström Osakeyhtiö, Helsinki 2007, ISBN 978-951-0-32096-9.
- Französisch: En escarpins dans les neiges de Sibérie. Übersetzt von Velta Skujina. Éditions des Syrtes, Paris 2003, ISBN 2-84545-079-6.
- Italienisch: Scarpette da ballo nelle nevi di Siberia. Übersetzt von G. Weiss. Libri Scheiwiller, Mailand 2005, ISBN 88-7644-445-9.
- Japanisch: Dansu shûzu de yuki no Shiberia e. Übersetzt von Kurosawa Ayumi. Shinhyôron, Tokio 2014, ISBN 978-4-7948-0947-6.
- Niederländisch: Op dansschoenen in de Siberische sneeuw. Übersetzt von Marijke Koekoek. Uitgeverij van Gennep, Amsterdam 2006, ISBN 978-90-5515-702-0.
- Polnisch: W butach do tańca przez syberyjskie śniegi. Übersetzt von Mieczysław Godyń. Społeczny Instytut Wydawniczy Znak, Krakau 2015, ISBN 978-83-240-3483-3.
- Russisch: В бальных туфельках по сибирским снегам. Atēna, Riga 2006, ISBN 9984-34-183-6.
- Schwedisch: Med högklackade skor i Sibiriens snö. Übersetzt von Juris Kronbergs. Atlantis, Stockholm 2005, ISBN 91-7353-066-2.
- Tschechisch: V plesových střevíčkách sibiřským sněhem. Übersetzt von Michal Škrabal. Lubor Kasal, Prag 2005, ISBN 80-903465-5-3.
- Eine spanische Übersetzung (Con zapatillas de baile en las nieves de Siberia) ist in Vorbereitung.